# Effetto farfalla
In matematica e fisica l'effetto farfalla è una locuzione che racchiude in sé la nozione più tecnica di dipendenza sensibile alle condizioni iniziali, presente nella teoria del caos. L'idea è che piccole variazioni nelle condizioni iniziali producano grandi variazioni nel comportamento a lungo termine di un sistema.

## Descrizione

### Origini e sviluppo della teoria
Edward Lorenz fu il primo, nel 1962, ad analizzare l'effetto farfalla in uno scritto pubblicato nel 1963,  preparato per la New York Academy of Sciences. Secondo tale documento, "un meteorologo fece notare che se le teorie fossero state corrette, un battito delle ali di un gabbiano sarebbe stato sufficiente ad alterare il corso del clima per sempre". Lorenz scoprì l'effetto quando osservò che, nello sviluppo di un modello meteorologico, con dati di condizione iniziale arrotondati in modo in apparenza irrilevante, non si sarebbero riprodotti i risultati delle analisi con i dati di condizione iniziale non arrotondati. Un piccolo cambiamento nelle condizioni iniziali aveva creato un risultato significativamente diverso. In discorsi e scritti successivi, Lorenz usò la più poetica farfalla, forse ispirato dal diagramma generato dagli attrattori di Lorenz, che somigliano proprio a tale insetto, o forse influenzato dai precedenti letterari (anche se mancano prove a sostegno). "Può il batter d'ali di una farfalla in Brasile provocare un tornado in Texas?" fu il titolo di una conferenza tenuta da Lorenz nel 1972.
Alan Turing, in un saggio del 1950, aveva anticipato questo concetto: 
(Alan Turing, Macchine calcolatrici e intelligenza, 1950)
A conti fatti, perciò, una singola azione può determinare in modo imprevedibile il futuro: nella metafora della farfalla si immagina che un semplice movimento di molecole d'aria generato dal battito d'ali dell'insetto possa causare una catena di movimenti di altre molecole fino a scatenare un uragano, magari a migliaia di chilometri di distanza.

### Modelli matematici
Dal punto di vista matematico, molti sistemi possono essere modellizzati con equazioni differenziali alle derivate parziali. Le soluzioni di queste equazioni spesso utilizzano funzioni esponenziali, e quindi anche una modesta variazione dei dati in ingresso si ripercuote sulla soluzione con un andamento esponenziale, potendo quindi alterare in modo determinante l'andamento del modello in funzione del tempo.
| L'effetto farfalla nell'attrattore di Lorenz | L'effetto farfalla nell'attrattore di Lorenz | L'effetto farfalla nell'attrattore di Lorenz |
| --- | -------------------------------------------- | -------------------------------------------- |
| tempo 0 ≤ t ≤ 30 | tempo 0 ≤ t ≤ 30                             | coordinata z                                 |
| |                                              |                                              |
| Le figure mostrano due traiettorie che evolvono in uno spazio tridimensionale per lo stesso periodo di tempo sulla base dello stesso Attrattore di Lorenz. La differenza tra il segmento blu e quello giallo è che la condizione iniziale ha una differenza di 10−5 rispetto alla coordinata z. Il secondo grafico indica la differenza tra le due traiettorie; all'inizio, le traiettorie sono quasi coincidenti, ma all'istante 23 si ha una brusca divergenza delle traiettorie che si separano per una distanza analoga alla dimensione delle traiettorie stesse. Dalla prima immagine si nota che le due traiettorie terminano in posizioni radicalmente diverse tra loro. |                                              |                                              |

La conseguenza pratica dell'effetto farfalla è che i sistemi complessi, come il clima o il mercato azionario, sono difficili da prevedere su una scala di tempo utile. Questo perché ogni modello finito che tenti di simulare un sistema deve necessariamente eliminare alcune informazioni sulle condizioni iniziali - ad esempio, quando si simula il tempo atmosferico, non è possibile includere anche lo spostamento d'aria causato da ogni singola farfalla. In un sistema caotico, questi errori di approssimazione tendono ad aumentare via via che la simulazione procede nel tempo, e, al limite, l'errore residuo nella simulazione supera il risultato stesso. In questi casi, in sostanza, le previsioni di una simulazione non sono più attendibili se spinte oltre una certa soglia di tempo.

## Influenza culturale
Alcuni ritengono che l'espressione "effetto farfalla" sia stata ispirata da uno dei più celebri racconti fantascientifici di Ray Bradbury: Rumore di tuono (A Sound of Thunder, in R is for Rocket) del 1952, in cui si immagina che nel futuro, grazie a una macchina del tempo, vengano organizzati dei safari temporali per turisti. In una remota epoca preistorica, un escursionista del futuro calpesta una farfalla, e questo fatto provoca una catena di allucinanti conseguenze per la storia umana.

### Cinema e televisione
- Fino alla fine del mondo (1991), di Wim Wenders: una voce fuori campo dice all'inizio del film: "Claire cambiò direzione, cambiando per sempre la sua vita, cambiando le vite di tutti noi".
- Destino cieco o Il caso (1981) di Krzysztof Kieślowski: la trama della pellicola è articolata in tre storie differenti che si susseguono in maniera lineare, tre ipotetiche vite del protagonista Witek, tutte generate da un fortuito incidente in una stazione ferroviaria.
- Jurassic Park (1993), di Steven Spielberg: uno dei protagonisti, il matematico Ian Malcolm (Jeff Goldblum), usa la metafora per spiegare la teoria del caos alla paleobotanica Ellie Sattler (Laura Dern): "Una farfalla batte le ali a Pechino e a New York arriva la pioggia invece del Sole".
- Lola corre (1998), di Tom Tykwer.
- Sliding Doors (1998), di Peter Howitt.
- Donnie Darko (2001), di Richard Kelly.
- Scrubs - Medici ai primi ferri, serie televisiva statunitense ideata da Bill Lawrence e prodotta dal 2001 al 2010: il sedicesimo episodio della terza stagione è intitolato La mia farfalla. In questa puntata si svolgono due differenti possibili sviluppi di alcune vicende mediche causate dal volo di una farfalla che si posa su due diversi pazienti.
- The Butterfly Effect, film di fantascienza del 2004 e i suoi seguiti The Butterfly Effect 2 (2006) e The Butterfly Effect 3: Revelations (2009).
- Prima di domani (2017) film thriller•mistero•dramma, che affronta l'argomento "effetto farfalla" applicato nella vita di una ragazza liceale che scopre gli effetti delle sue azioni, tratto dall'omonimo romanzo di Lauren Oliver.
- Il risveglio del tuono (A Sound of Thunder, 2005), film di fantascienza ispirato all'omonimo racconto di Bradbury.
- Heroes, serie televisiva di fantascienza ideata da Tim Kring e prodotta dal 2006 al 2010: il secondo episodio della terza stagione è intitolato "The Butterfly Effect".
- Mr. Nobody (2009), di Jaco Van Dormael.
- I guardiani del destino (2011), di George Nolfi, basato sul racconto Squadra riparazioni Philip K. Dick.
- Cloud Atlas (2012)
- Nell'episodio Il codice shakespeariano della serie televisiva Doctor Who, Martha Johnes dice '[...] Come in certi film! Se pesti una farfalla, cambi il futuro del mondo.' riferendosi, probabilmente, al film del 2005. Sempre in Doctor Who, nell'episodio Gira a sinistra, Donna Noble cambia il futuro del mondo svoltando con la sua auto a sinistra, invece che a destra. In tal modo, non incontrerà mai il Dottore.
- Haven (2011): nel sesto episodio della seconda stagione, la protagonista si trova a rivivere lo stesso giorno, ma con significative varianti dovute al fatto che lei ne era cosciente e alterava così gli eventi. Per spiegare cosa le stesse accadendo accenna all'effetto farfalla, definendo sé stessa la farfalla in quell'occasione.
- How I Met Your Mother (2009): nel ventiduesimo episodio della quarta stagione, Ted ripercorre la sua giornata facendo notare che se una serie di eventi non si fosse incastrata tra sé stessa, non avrebbe incontrato Stella per strada e non avrebbe mai conosciuto la sua futura moglie.
- The Big Bang Theory (2012): nel diciottesimo episodio della quinta stagione, davanti a un comportamento inusuale di Sheldon, Leonard si chiede se per caso qualcuno, tornando indietro nel tempo, non abbia calpestato una farfalla, con un chiaro riferimento al racconto di Ray Bradbury.
- Fringe (2008), di J. J. Abrams: il decimo episodio della terza stagione è completamente incentrato sull'effetto farfalla. A causa di una piccola azione di Peter, si susseguono una serie di avvenimenti che portano alla morte di un uomo.
- Lo straordinario mondo di Gumball: il ventisettesimo episodio della terza stagione è interamente dedicato all'effetto farfalla. Il titolo italiano è Effetto domino, quello inglese appunto, The Butterfly.

### Libri
- Ivar Ekeland, Come funziona il caos. Dal moto dei pianeti all'effetto farfalla, Bollati Boringhieri, 2010
- Vincenzo Villani, Effetto farfalla. La scienza tra poesie, immagini e racconti, Aracne, 2014
- Andrea Falchi, Effetto farfalla. L'asimmetria dell'odio, Carmignani Editrice, 2015
- Filippo Giorgi, L'uomo e la farfalla. Sei domande su cui riflettere per comprendere i cambiamenti climatici, Franco Angeli, 2018
- Donato Carrisi, L'educazione delle farfalle, Longanesi, 2023

### Fumetti
- La storia Zio Paperone in: Missione effetto farfalle, pubblicata in quattro puntate sui numeri di Topolino 2796, 2801, 2804 e 2808: è interamente basata sull'effetto farfalla.
- In alcune storie Marvel l'effetto farfalla è citato ed è fonte delle storie "What if...?" (letteralmente "E se...?") dove le classiche storie Marvel vengono stravolte da alcuni piccoli cambiamenti.

### Musica
- Butterflies & Hurricanes, singolo dei Muse inserito nell'album Absolution, del 2003.
- Battiti di ali di farfalla, brano di Jovanotti e Michael Franti inserito nell'album Ora, del 2011.
- Nella canzone Non mettere le mani in tasca di Caparezza viene citato l'effetto farfalla; la storia che fa da cornice all'album Le dimensioni del mio caos è basata sull'effetto farfalla.
- La canzone Butterfly Effect di Travis Scott
- La canzone Nostalgia istantanea di Dargen D'Amico: viene citato l'effetto farfalla.
- Un gruppo funky/pop spagnolo è denominato proprio Efecto mariposa (ovvero Effetto farfalla).
- La canzone Mariposa (Farfalla) del gruppo pop spagnolo La Oreja de Van Gogh è ispirata dall'effetto farfalla.
- La canzone L'effet papillon (L'effetto farfalla) del cantante francese Bénabar richiama esplicitamente l'effetto farfalla.
- La canzone Tsunami di Annalisa cita l'effetto farfalla
- Il gruppo olandese Dope D.O.D. intitolano una canzone The butterfly effect.
- Butterfly Effect è il nome del sesto album in studio degli A Toys Orchestra, pubblicato nell'ottobre 2014.
- La canzone Centouno Barre di Mistaman contiene un riferimento all'effetto farfalla.
- Butterfly Effect è il nome della sesta canzone del disco I.E.N.A. di Clementino.
- WINGS, album dei BTS (Bangtang Boys), gruppo Kpop. Il concept dell'intero album fa riferimenti all'effetto farfalla. Quest'ultimo presente anche negli altri MV.
- Butterfly Effect (e Buttefly Effect 2.0) è il nome di due Album del 2018 di Mr Rain cantante rapper italiano.
- La canzone BEL FINALE - the butterfly effect è il nome della quattordicesima canzone dell'album Effetto notte (album) di Emis Killa

### Anime
- Steins;Gate
- Ranpo kitan: Game of Laplace
- Erased
- Orange
- Re:Zero - Starting Life in Another World

### Videogiochi
- Life Is Strange
- Until Dawn